# Бондаренко Анатолій Михайлович
Анатолій Михайлович Бондаренко (нар. 11 січня 1966, Костянтинівка, Донецька область, УРСР) — український співак і автор пісень, продюсер і соліст групи «Ненсі», режисер студії «Mentol Music Corporation».

## Життєпис
Анатолій Бондаренко народився в 1966 році 11 січня в місті Костянтинівка Донецької області УРСР.
Серйозно захопився музикою в 4-му класі школи-інтернату. На початку 1980-х років, брав участь відразу в кількох аматорських шкільних групах як соліст і бас-гітарист, а потім ритм і соло-гітарист. Граючи у шкільних ансамблях, виконував пісні ABBA, Boney M, Smokie, радянську естраду.
У 1983 році створив групу «Хобі», яка пізніше стала популярним колективом у Донецькій області. «Хобі» випустила альбом «Хрустальная любовь», який являє собою цикл пісень власного авторства. Заголовна композиція згодом увійшла в альбом «Ненсі» «Туман-туман» (1999).
До серпня 1991 року співак гастролював з групою по обласних майданчиках, успішно збираючи зали, і вирішив розпочати професійну кар'єру. У період розпаду СРСР закриває групу «Хобі». У 1992 році збирає нових учасників для групи з перспективою переїзду в Москву. Запис альбому був завершений до кінця 1992-го.

## Родина
- Дружина — Олена Вікторівна Бондаренко (Героненко), директор групи «Ненсі» з 1994 р.
- Син — Сергій Анатолійович Бондаренко (нар. 19 червня 1987 р. — пом. 18 жовтня 2018 р.), соліст групи «Ненсі» у 2007—2018 рр.
- Брат — Ігор Михайлович Бондаренко.

## Звання та нагороди
- У 1984 році — почесна грамота від ВЛКСМ (не був членом організації) за активну участь у громадському житті школи.
- У 1993 році газета «Знамя индустрии» визнала «Ненсі» найкращою групою року, а влітку того ж року в Донецьку на телевізійному конкурсі «Вітер зі сходу» їй було присуджено приз глядацьких симпатій.
- У 1995 році — приз «Срібна калоша».
- Звання найкращої групи 1996 року «МузОбоз» ОРТ.
- Кавалер російського ордена «Служіння мистецтву» ІІ ступеня (срібний) (2006), «Служіння мистецтву» І ступеня (золотий) (2007), «В ім'я життя на землі» (2008), «Талант і покликання» (2008), «За внесок у справу миру» (2008).

### Концертні програми
За роки творчої діяльності Анатолій Бондаренко випустив альбоми: «Дым сигарет с ментолом» (1995—1998), «Туман-туман» (1999—2001), «Горько плакала ива» (2001—2003).